# 루카 안테이
루카 안테이(이탈리아어: Luca Antei, 1992년 4월 19일, 이탈리아 로마 ~ )는 베네벤토 칼초에서 뛰고 있는 이탈리아의 축구 선수이다.